# Bagneux (Aisne)
Bagneux é uma comuna francesa na região administrativa de Altos da França, no departamento de Aisne. Estende-se por uma área de 2,21 km². Em 2010 a comuna tinha 68 habitantes (densidade: 30,8 hab./km²).